# Batalha de Poitiers (732)
A Batalha de Poitiers, também conhecida como Batalha de Tours, travou-se entre o exército do Reino Franco, liderados por Carlos Martel — prefeito do palácio de Paris, da dinastia Carolíngia, governante de facto do reino — e os mouros, do exército do Alandalus, liderado por Algafequi, governante de Córdova sob domínio do Califado Omíada de Damasco, por volta de 10 de outubro de 732.
Esta batalha é citada como sendo o marco do final da expansão muçulmana na Europa medieval. O exército franco postou-se junto à cidade de Tours, para sua defesa. O ataque muçulmano foi rechaçado, com a morte de seu comandante, junto à cidade de Poitiers.

## Importância
O Emirado de Córdova havia invadido anteriormente a Gália, tendo sido parado no seu avanço mais ao norte na Batalha de Tolosa, em 721. O herói do evento, que é menos celebrado, foi o duque Odão da Aquitânia, que não foi o progenitor de uma estirpe de reis nem patrono dos cronistas.
Embora Odão tivesse derrotado os invasores muçulmanos antes, quando retornaram as coisas estavam muito diferentes, com a chegada nesse ínterim de um novo emir de Córdova, Abderramão Algafequi, que trouxe uma grande força de cavaleiros árabes e berberes, dando início à grande invasão. Algafequi havia estado em Toulouse e as crônicas árabes deixam claro que ele se opôs fortemente à decisão do emir de não assegurar as defesas externas contra uma força de socorro, o que permitiu a Odão e sua infantaria atacar sem piedade antes que a cavalaria islâmica pudesse estar preparada. Algafequi não tinha a intenção de permitir outro desastre. Desta vez, os cavaleiros islâmicos estavam prontos para a batalha e os resultados foram terríveis para os aquitanos. Odão, o herói de Toulouse, foi duramente derrotado na invasão muçulmana de 732, na batalha do rio Garona - onde os cronistas ocidentais declaram que "só Deus sabe o número de mortos" - e a cidade de Bordéus foi saqueada. Odão fugiu ao encontro de Carlos em busca de ajuda, que, por sua vez, concordou em ir em seu resgate, desde que ele e sua casa fossem reconhecidos como seus soberanos - o que Odão fez oficialmente e de imediato. Assim, Odão desapareceu na história enquanto Carlos Martel despontou. Pragmático, Carlos formou o flanco direito de suas forças em Tours com seu antigo inimigo, Odão, e seus nobres aquitanianos.
A batalha de Tours deu, a Carlos, o cognome "Martel", pela crueldade com que ele batia seus inimigos com sua arma de escolha, o martelo de guerra. Muitos historiadores, incluindo o grande historiador militar sir Edward Creasy, acreditam que, tivesse ele fracassado em Tours, o Islã provavelmente teria invadido a Gália e, talvez, o restante da Europa cristã ocidental. Edward Gibbon acredita claramente que os muçulmanos teriam conquistado de Roma ao rio Reno e até mesmo a Inglaterra com facilidade, caso Carlos Martel não vencesse. Creasy diz que "a grande vitória obtida por Carlos Martel… deteve decisivamente o avanço árabe na conquista da Europa Ocidental, salvando a cristandade do Islã, [e] preservando as relíquias da Antiguidade e as origens da civilização moderna". Para Gibbon, o fato de a cristandade depender dessa batalha é ecoado por outros historiadores incluindo William E. Watson e era muito popular em historiografia. Ficou um pouco fora de moda no século XX, quando historiadores como Bernard Lewis sustentaram que os árabes não tinham grandes intenções em ocupar o norte da França. Não obstante, muitos historiadores em tempos recentes tendem novamente a ver a batalha de Tours como um evento bastante significativo na história da Europa e da cristandade.
Atualmente, Matthew Bennett e seus coautores de "Fighting Techniques of the Medieval World" ("Técnicas de Ataque do Mundo Medieval"), publicado em 2005, argumenta que "poucas batalhas são lembradas depois de mil anos depois de disputadas... mas a Batalha de Poitiers (Tours) é uma exceção. Carlos Martel fez retroceder uma invasão muçulmana que, se não fosse evitada, talvez tivesse conquistado a Gália". Michael Grant, autor de "History of Rome", dá, à Batalha de Tours, tal importância que ele a lista entre as principais datas históricas da era romana.
Outro historiador contemporâneo, William Watson, acredita que o fracasso de Martel em Tours teria sido um desastre, destruindo o que se tornaria a civilização ocidental e, depois, o Renascimento. Todos os historiadores concordam que não restaria na Europa nenhum poder capaz de deter a expansão islâmica se os francos falhassem. Enquanto algumas avaliações atuais do impacto da batalha têm se afastado da posição extrema de Gibbon, muitos historiadores modernos tais como William Watson e Antonio Santosuosso geralmente apoiam o conceito de Tours como um evento histórico importante que favoreceu a civilização ocidental e a Cristandade, apesar de este último acreditar que as vitórias de Martel nas campanhas de 737 terem sido consideravelmente mais vitais.

## Batalha
A Batalha de Tours ocorreu provavelmente em algum lugar entre Tours e Poitiers (daí seu outro nome: Batalha de Poitiers). O exército franco, liderado por Carlos Martel, consistia principalmente de uma infantaria experiente, com algo entre 15 000 e 75 000 homens. Embora Carlos tivesse alguma cavalaria, esta, no entanto, não possuía estribos, de modo que Carlos desmontou seus cavaleiros e aumentou, desta forma, a força de suas falanges.
Odo e a nobreza da Aquitânia também estavam geralmente na cavalaria, mas eles também desmontaram no princípio da batalha, como suporte às falanges. Respondendo à invasão muçulmana, os francos evitaram as antigas estradas romanas, na esperança de pegar os invasores de surpresa. Martel acreditava que era absolutamente essencial que ele não apenas pegasse os muçulmanos de surpresa, mas que isso lhe permitisse escolher o campo onde a batalha seria disputada – preferencialmente uma elevação, plana e coberta de árvores onde os cavaleiros islâmicos, já cansados de carregar as armaduras, seriam mais exigidos com uma subida. Depois, a floresta ajudaria os francos na sua formação defensiva por impedir parcialmente a habilidade dos cavaleiros muçulmanos em fazer um ataque sem dificuldades.

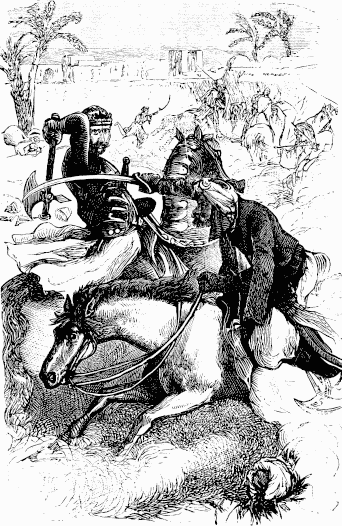
Batalha de Poitiers

Das considerações muçulmanas da batalha, verifica-se que eles foram realmente tomados de surpresa ao encontrar uma grande força de oposição ao seu esperado saque a Tours, e esperaram por seis dias, reconhecendo o inimigo e reunindo todos os seus exércitos de ataque de forma que uma concentração plena estava presente no campo de batalha. O emir Abderramão Algafequi era um general competente que não gostou de desconhecer tudo e não gostou do esforço de subida contra um número desconhecido de inimigos que pareciam bem disciplinados e dispostos para a batalha. Mas o clima também era um fator. Os francos germânicos, em suas peles de lobo e urso, estavam mais acostumados ao frio, melhor vestidos para isso e, apesar de não possuírem tendas como as que os muçulmanos possuíam, estavam preparados para esperar tanto quanto fosse necessário.
No sétimo dia, o exército muçulmano, formado principalmente por cavaleiros berberes e árabes liderados por Algafequi, atacou. Durante a batalha, os francos derrotaram o exército islâmico e seu emir foi morto. Enquanto as informações ocidentais são incompletas, as árabes são bastante detalhadas descrevendo como os francos formaram um grande quadrado e lutaram uma brilhante batalha defensiva. Algafequi duvidava, antes da batalha, que seus homens estivessem prontos para semelhante esforço e deveria tê-los feito abandonar os saques que os atrasaram, mas, ao invés disto, decidiu confiar nos seus cavaleiros, que nunca o haviam decepcionado. De fato, era impensável para uma infantaria daquela época se opor a uma cavalaria blindada.
Martel conseguiu convencer seus homens a permanecerem firmes contra uma força que lhes parecia invencível, uma grande quantidade de cavaleiros, que, além disso, era provavelmente muito superior ao número de francos. Em uma das raras ocorrências onde a infantaria medieval se levantou contra cargas de cavalaria, os disciplinados soldados francos resistiam aos assaltos mesmo que, de acordo com as fontes árabes, a cavalaria árabe várias vezes rompesse as defesas francas. A cena é descrita em uma tradução de uma descrição árabe da batalha:
| “ | E no abalo da batalha os homens do norte pareciam um mar que não podia ser movido. Eles permaneciam com determinação, um junto do outro, numa formação que era como um castelo de gelo; e com grandes golpes de suas espadas derrubavam os árabes. Arrumados como um bando em torno de seu chefe, os austrasianos carregavam tudo diante deles. Suas incansáveis mãos guiavam suas espadas na direção do peito dos inimigos. | ” |

Ambas as descrições concordam que os muçulmanos romperam as defesas francas e estavam tentando matar Carlos Martel, cujos vassalos o rodearam e não foram vencidos, quando um estratagema que Carlos havia planejado antes da batalha causou consequências além das que ele imaginara. Tanto as fontes ocidentais como as islâmicas da batalha afirmam que em algum momento durante o ápice da luta, ainda indefinida, patrulheiros enviados por Martel ao campo muçulmano começaram a libertar prisioneiros. Temendo a perda de suas pilhagens, uma grande porção do exército muçulmano abandonou a batalha e retornou ao campo para proteger seus espólios. Na tentativa de parar o que parecia ser uma retirada, Algafequi foi cercado e morto pelos francos, perfurado por muitas lanças, e o que começou como um ardil terminou como uma retirada real, com o exército muçulmano fugindo do campo de batalha naquele dia. Os francos reuniram suas falanges, e descansaram no local por toda a noite, acreditando que a batalha seria retomada na manhã seguinte.
No dia seguinte, quando os muçulmanos não reiniciaram a batalha, os francos temeram uma emboscada. Carlos inicialmente acreditou que os muçulmanos estavam tentando atraí-lo ao sopé da colina e ao campo aberto, uma tática a que ele resistiria a todo custo. Foi apenas após um reconhecimento abrangente do campo muçulmano – que ambas as fontes citam ter sido apressadamente abandonado, deixando para trás até mesmo as tendas, com as forças muçulmanas voltando à Península Ibérica levando consigo os espólios restantes que podiam carregar – que os soldados francos descobriram que os muçulmanos haviam se retirado durante a noite. Como as crônicas árabes revelariam depois, os generais de diferentes partes do Califado, berberes, árabes, persas e muitos mais, foram incapazes de concordar em escolher um líder para substituir Algafequi como emir, ou até mesmo concordar sobre a escolha de um comandante para o dia seguinte. Apenas o emir, Algafequi, tinha a fatwa do califa e, portanto, a autoridade absoluta sobre a fidelidade dos exércitos. Com a sua morte e com as várias nacionalidades e etnias presentes em um exército formado de homens de todo o Califado, propensões políticas, raciais e étnicas e personalidades importantes os influenciaram. A inabilidade dos briguentos generais para selecionar alguém que liderasse resultou na retirada geral de um exército que talvez fosse capaz de retornar à batalha e derrotar os francos.
Os francos de Martel, na prática uma infantaria sem armaduras, resistiram a uma grande cavalaria pesada com lanças de seis metros e a uma cavalaria ligeira com arco e flecha, sem a ajuda de arcos ou armas de fogo; um feito que até mesmo as legiões romanas com suas pesadas armaduras mostraram-se incapazes de realizar contra os partos.

## Depois de Tours
Na década seguinte, Carlos liderou o exército franco contra os ducados orientais da Baviera e Alamânia, e os meridionais da Aquitânia e Provença. Ele tratou o progressivo conflito com os frísios e com os saxões no seu nordeste com algum sucesso, mas a conquista plena dos saxões e sua incorporação ao império franco esperaria pelo seu neto Carlos Magno, inicialmente porque Carlos Martel concentrou a maior parte de seus esforços contra a expansão muçulmana.
Então, no lugar de se concentrar na conquista de seu leste, ele continuou a expandir a autoridade franca para oeste, negando ao Emirado de Córdova apoiar um pé na Europa a partir do Alandalus. Após sua vitória em Tours, Carlos Martel continuou nas campanhas de 736 e 737 a combater outros exércitos muçulmanos a partir de bases na Gália após eles novamente tentarem invadir a Europa a partir de Al-andalus.